# Sveti Vid Dobrinjski
Sveti Vid Dobrinjski – wieś w Chorwacji, w żupanii primorsko-gorskiej, w gminie Dobrinj. W 2011 roku liczyła 61 mieszkańców.